# B Corporation (Zertifikat)

Zertifikatlabel einer B Corp

Benefit Corporation, kurz B Corp, ist ein internationales Zertifikat, mit dem die Non-Profit-Organisation B Lab Unternehmen für ihre sozialen und ökologischen Auswirkungen auszeichnet. Das Zertifikat wird nicht an einzelne Produkte oder Sparten vergeben, sondern misst die soziale, ökologische und ökonomische Gesamtleistung des Unternehmens und setzt dabei vor allem auf öffentliche Transparenz und rechtliche Verantwortlichkeit. Inzwischen sind weltweit über 8.000 Unternehmen, darunter die deutschsprachigen Firmen Weleda, Ecosia und Einhorn, zertifiziert worden. Obwohl das B in B Corp auch für „Benefit“ steht, sollte die Zertifizierung nicht mit der US-amerikanischen Unternehmensform Benefit Corporation verwechselt werden.

## Ziel
Die Zertifizierung ist ein Anreiz für Unternehmen, sich neu auszurichten und sozial- und umweltverträglichere Praktiken zu etablieren. Mit der Zertifizierung gehen die Unternehmen eine bindende Verpflichtung ein, die globale Wirtschaft in diesem Sinne zu verändern. Unternehmen, die ausgezeichnet werden, müssen sich nach den B-Corp-Richtlinien verhalten, was für einige Firmen auch eine Umstellung des Geschäftsmodells bedeutet. B Lab möchte den Stakeholder-Ansatz zum Standard machen: Anstatt einer Gewinnmaximierung zu jedem Preis, sollen alle Interessengruppen berücksichtigt werden, die von den Aktivitäten eines Unternehmens direkt oder indirekt betroffen sind. Die teilnehmenden Unternehmen verpflichten sich verbindlich dazu, die Bedürfnisse der Interessengruppen aktiv zu berücksichtigen.

## Hintergrund
Die Zertifizierung wird von der Non-Profit-Organisation B Lab durchgeführt, die in den USA gegründet wurde und Standorte in Lateinamerika, Australien, Europa und Ostafrika hat. Das B Lab Europe ist als Stiftung unter niederländischem Recht eingetragen, hat einen Vorstand und einen unabhängigen globalen Führungsrat.

## Zertifizierungsprozess
Grundlage für die Zertifizierung ist die Erfüllung rechtlicher Auflagen, die von Standort und Unternehmensstruktur bzw. Rechtsform abhängen. In Deutschland unterscheidet B Corp zwischen Aktiengesellschaft, GmbH, Genossenschaft und Unternehmergesellschaft und beschreibt die jeweils erforderlichen Satzungsänderungen.
Erster Schritt zur Zertifizierung ist die Teilnahme am B Impact Assessment, einem Online-Fragebogen mit 200 Fragen in fünf Kategorien: Unternehmensführung, Mitarbeiter, Community, Umwelt und Kunden. Ein Unternehmen muss in diesem Fragebogen mindestens 80 von 200 Punkten erzielen, um zum nächsten Schritt der Zertifizierung zugelassen zu werden. Im Anschluss werden die Angaben von der B-Lab-Organisation in einem gemeinsamen Gespräch überprüft. Zusätzlich müssen die Unternehmen ihre Angaben mit Dokumenten belegen. Die Ergebnisse des B Impact Assessment werden im Sinne vollständiger Transparenz nach der Zertifizierung veröffentlicht und sind auf der B-Corp-Webseite einzusehen.
Unternehmen, die das Zertifikat erhalten haben, müssen den Zertifizierungsprozess alle drei Jahre neu durchlaufen. Für die Zertifizierung ist eine einmalige Einreichgebühr von 250 € und ein jährlicher Beitrag, der abhängig von den Umsätzen des Unternehmens und dessen Standort in Deutschland zwischen 1.000 € und 50.000 € liegt, an B Lab zu zahlen.
2024 sind bereits mehr als 8.000 Institutionen zertifiziert. Das Unternehmen Patagonia liegt mit 166 Punkten weit vorne, viele zertifizierte Institutionen erreichen einen Wert von um die 90 Punkte. Auf „Siegelklarheit“, einer Webseite der Deutschen Gesellschaft für Internationale Zusammenarbeit (GIZ) wird B Corp nicht gelistet, weil es mit seinem Schwerpunkt auf unternehmerische Verantwortung nicht ins Kriterienraster passe.

### Monographien und Sammelbände
- Ryan Honeyman und Tiffany Jana: B Corp Handbook. How You Can Use Business as a Force for Good. Berrett-Koehler, Oakland 2019, ISBN 978-1-5230-9753-1.
- Christopher Marquis: Better Business. How the B Corp Movement Is Remaking Capitalism. Yale University Press, New Haven 2020, ISBN 978-0274757800.

### Wissenschaftliche Einzelbeiträge
- Silvia Blasi, Silvia Rita Sedita: Mapping the emergence of a new organisational form: An exploration of the intellectual structure of the B Corp research. In: Corporate Social Responsibility and Environmental Management. Band 29, Nr. 1, Januar 2022, ISSN 1535-3958, S. 107–123, doi:10.1002/csr.2187 (wiley.com [abgerufen am 14. Mai 2024]).
- Elsa Diez-Busto, Lidia Sanchez-Ruiz, Ana Fernandez-Laviada: The B Corp Movement: A Systematic Literature Review. In: Sustainability. Band 13, Nr. 5, 26. Februar 2021, ISSN 2071-1050, S. 2508, doi:10.3390/su13052508 (mdpi.com [abgerufen am 14. Mai 2024]).
- Malu Villela, Sergio Bulgacov, Glenn Morgan: B Corp Certification and Its Impact on Organizations Over Time. In: Journal of Business Ethics. Band 170, Nr. 2, Mai 2021, ISSN 0167-4544, S. 343–357, doi:10.1007/s10551-019-04372-9 (springer.com [abgerufen am 14. Mai 2024]).